# 플라누아즈

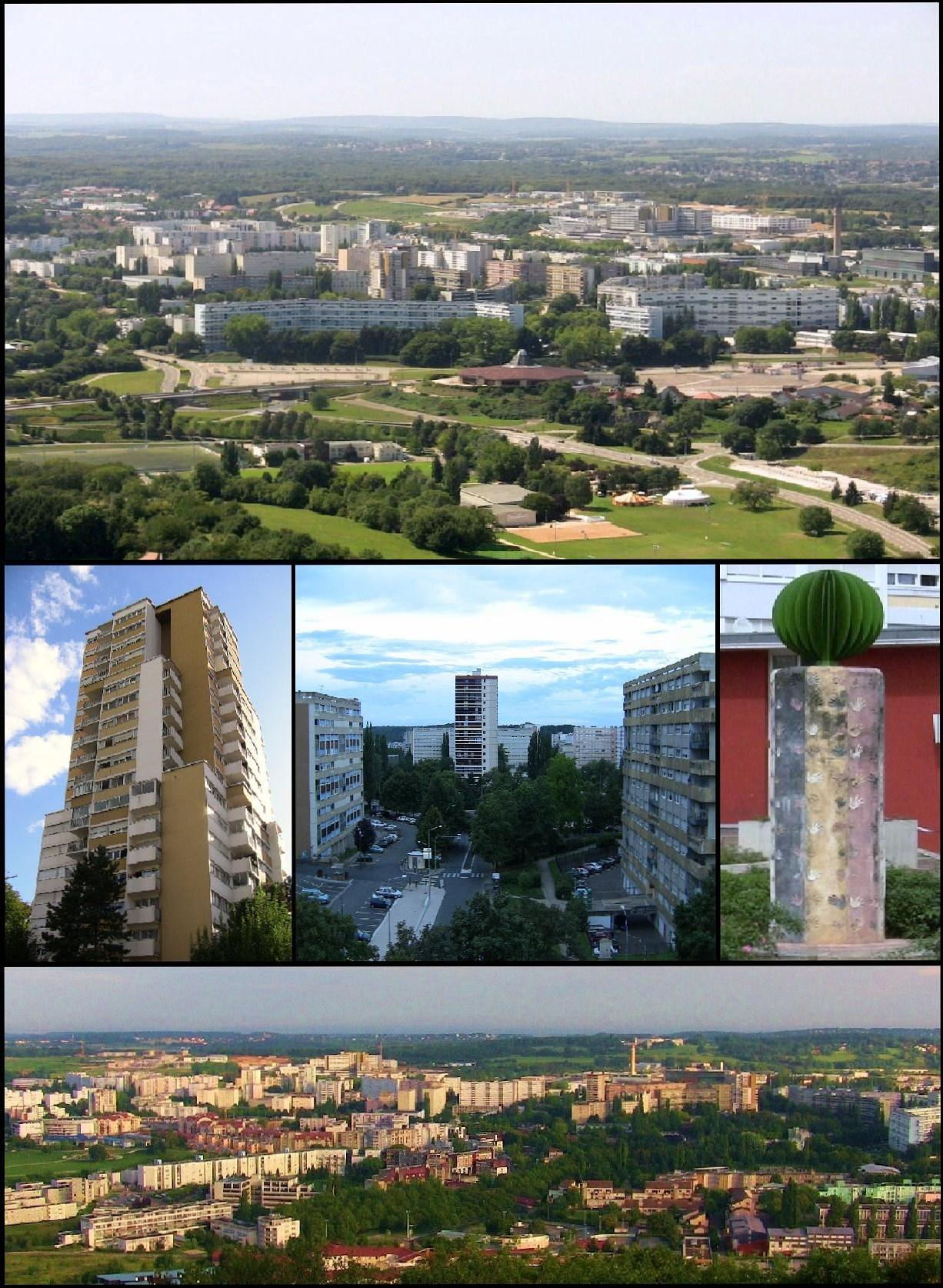
플라누아즈

플라누아즈(프랑스어: Planoise)는 프랑스 부르고뉴프랑슈콩테 두 브장송 서쪽에 있는 도시의 교외지구이다. 인구는 15,378명으로 브장송 인구의 13%를 차지하며 브장송에서 가장 인구가 많은 지구이다.

## 같이 보기
- 두 (데파르트망)